# Dwyane Wade
Dwyane Tyrone Wade, Jr. (n. 17 ianuarie 1982, Chicago, Illinois, SUA), poreclit Flash sau D-Wade, este un fost jucător profesionist american de baschet care a evoluat in mare parte a carierei sale pentru echipa Miami Heat din National Basketball Association (NBA).